# 東郷重尚
東郷 重尚（とうごう しげひさ、生年不詳 - 1660年（万治3年））は、江戸時代初期の薩摩藩士。薩摩藩の日置流印西派弓術の初代師範。諱は重尚。通称は長左衛門、長左衛門尉。本姓は桓武平氏流渋谷氏族。薩摩藩家老の伊勢貞昌の従兄弟でもある。貞昌が谷山郷地頭になった際にその地頭代となる。

## 出自
家祖の東郷駿河守は祁答院良重の一族という。駿河守の養子に有川貞則の子がなり、四郎左衛門重勝と称す。その跡を重勝の子源四郎重信が継ぐも討死、嗣子がなく、弟であった重尚はその跡を継いだ。
なお、重勝の父は後に有川から伊勢に改姓する。重勝の次兄（有川貞真）の子が伊勢貞昌である。
『本藩人物誌』ではこの東郷家を東郷大和守重治の弟の子孫とする説を掲載している。
また、東郷平八郎の先祖の東郷重弘と郷里が近かった。

## 経歴
慶長5年（1600年）8月1日の伏見城攻めで兄・源四郎重信が戦死したために家督相続した。
島津忠恒の命で元宇喜多秀家家臣で、島津家に仕官していた本郷義則について日置流弓術を学ぶ。後に島津家久とともに伏見に上り、家久の命で日置流印西派の祖である吉田重氏（印西）の弟子になって皆伝を授かり、帰藩して弓術師範となる。はじめは帖佐と加治木の間に住み、後に鹿児島城下に移る。谷山郷（現在の鹿児島県鹿児島市）地頭代時代は谷山に住み、谷山衆中に編入された。後に鹿児島衆中に戻る。谷山衆中時代の寛永12年の石高は51石で、晩年の万治2年の石高は99石9斗。
嗣子がなく、甥で江夏友賢の孫の東郷重虎（後に重張と改名）を養子とする。菩提寺は松原山南林寺。法名は心與利成庵主。後に傳弓院を追号される。現在、墓は南林寺由緒墓にあり、示現流剣術の達人として知られる薬丸兼福の墓の隣にある。

## 系譜
- 父：東郷重勝
- 母：不詳
- 養子：東郷重張